# Graham Cave
Pour les articles homonymes, voir Graham.
Graham Cave, en français: la grotte Graham, est un site archéologique amérindien près de Mineola, Missouri, dans le comté de Montgomery, situé les collines surplombant la rivière Loutre. Il est situé dans le parc d'État Graham Cave de 356 acres. L'entrée de cette grotte de grès forme une large arche de 37m de large et 5m de haut.
S'étendant d'environ 30m à flanc de colline, la grotte protège un important site archéologique précolombien des périodes « Dalton » et « archaïque » datant d'environ 10 000 ans.
La grotte Graham s'est formée au point de contact de la dolomie de Jefferson City et du grès de Saint-Pierre (« Saint Peter »). En raison du travail hydrique et du gel, la grotte s'est agrandie au fil des ans. Elle s'étendait à l'origine à environ 30m dans la colline, mais une accumulation de débris au fil des ans a rempli la partie inférieure de la grotte d'environ 3m de dépôts. Avec une large entrée, la grotte offrait un abri suffisant aux humains et aux animaux.
Robert Graham s'installa dans la région en 1816 puis acheta des terres basses à un fils de Daniel Boone, incluant cette grotte, en 1847. Le fils de Graham, DF Graham, abrita ses porcs dans la grotte et s'intéressa à l'archéologie à partir d'artefacts qu'il y trouva. Après sa mort, sa collection d'artefacts fut offerte par son fils Benjamin à l'Université du Missouri, qui enquêta sur la grotte en 1930. L'on fit alors retarder des projets d'agrandissement de l'abri à bétail en 1948 afin que des fouilles archéologiques soient effectuées.

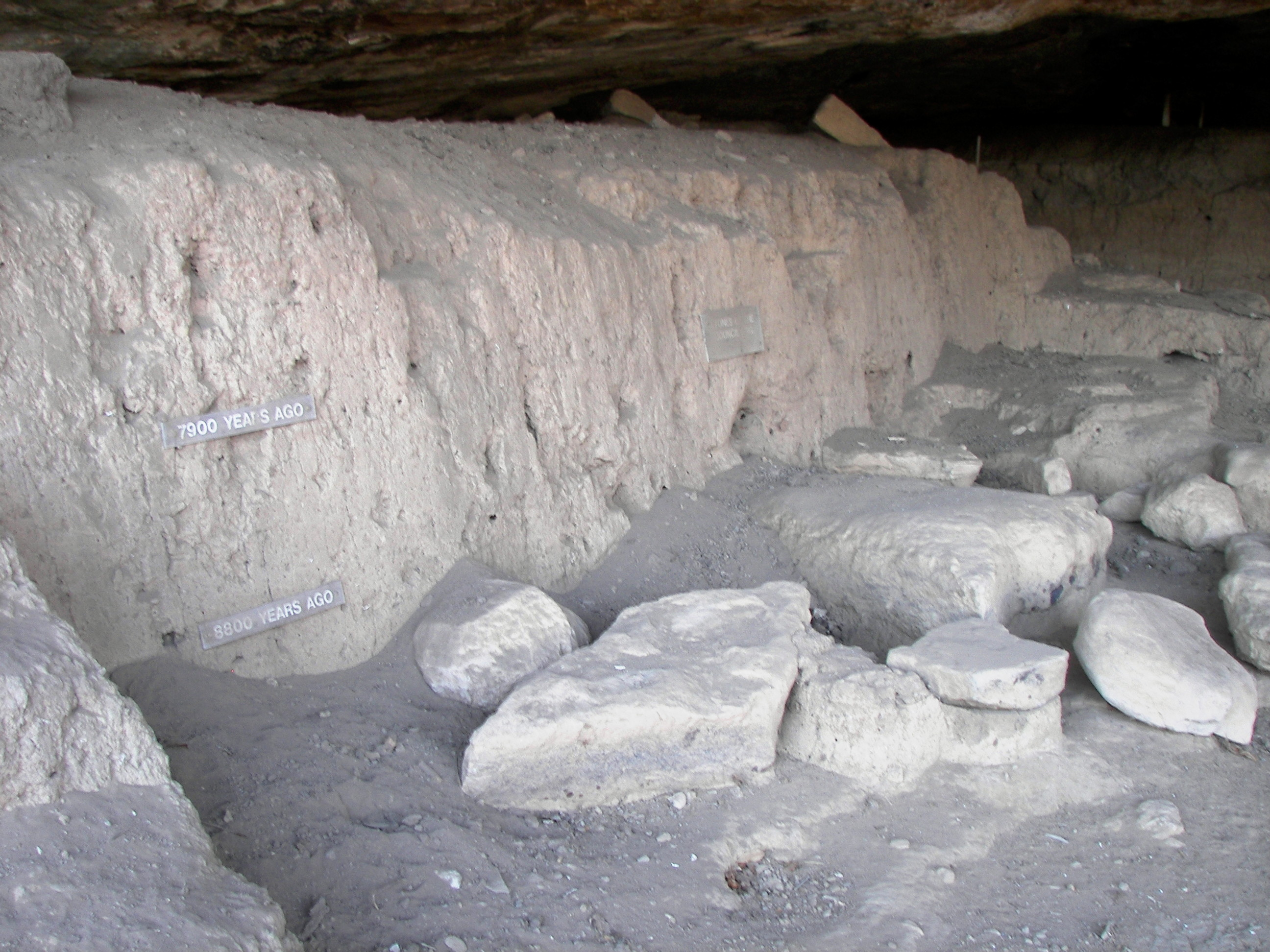
Les fouilles révélèrent ce cercle de pierres autour d'un socle plus gros, vers la strate des 8800 ans.

L'Université du Missouri et la Missouri Archaeological Society fouillèrent la grotte entre 1949 et 1961. Ces fouilles ont révélé des indices reliant le site au mode de vie des « Dalton » et des Amérindiens archaïques. L'importance des découvertes de cette période a fait du site le premier site archéologique des États-Unis à être désigné monument historique national. Des rapports ont été publiés par la Missouri Archaeological Society. Le premier rapport fut publié par WD Logan en 1952 et un deuxième rapport fut publié par Walter Klippel en 1971. Le site est discuté par le professeur Carl Chapman dans The Archaeology of Missouri, volume 1 (1975), et par les professeurs O'Brien et Wood dans The Prehistory of Missouri (1998).
La grotte fait maintenant partie d'un parc d'État d'1,5km2 géré par le ministère des Ressources naturelles du Missouri. Les visiteurs sont autorisés jusqu'à l'entrée de la grotte où des panneaux signalent d'importantes découvertes archéologiques.

## Voir également
- Parc d'État de Graham Cave
- Liste des monuments historiques nationaux du Missouri
- Liste du Registre national des lieux historiques dans le comté de Montgomery, Missouri